# ۱۹۲۱ (فیلم ۲۰۱۸)
۱۹۲۱ (انگلیسی: 1921) یک فیلم در ژانر ترسناک به کارگردانی ویکرام بات است که در سال ۲۰۱۸ منتشر شد. از بازیگران آن می‌توان به زرین خان، کاران کوندرا، آنجلا کریسلینزکی و ویکرام بات اشاره کرد.